# Albert Fontet
Albert Fontet Aparicio (Alcanar, Tarragona, 16 de marzo de 1986) es un baloncestista español que mide 2,12 metros y juega de pívot.

## Trayectoria
[actualizar]

## Palmarés
- 2003-04 Campeonato de España Junior. FC Barcelona
- 2004 Torneo de Manheim. Selección de España Junior. Medalla de Bronce.
- 2004 Campeonato de Europa Junior. Selección de España. Zaragoza. Medalla de Oro.